# Jurjen Balthasar
Jurjen Balthasar (Zwickau, 1607 - Leeuwarden, 1670) was een bronsgieter en klokkengieter.
Jurjen Balthasar was in de periode 1651-1670 te Leeuwarden werkzaam als klokkengieter en leverde veel klokken in o.a. de provincie Friesland. Hij was de opvolger van klokkengieter Jacob Noteman. Hij was getrouwd met Elske Folraets en werd opgevolgd door Petrus Overney.

## Klokken (selectie)
| Jaar | Plaats        | Bouwwerk              | Beschrijving |
| ---- | ------------- | --------------------- | --- |
| 1652 | Hogebeintum   | Kerk van Hogebeintum  | Diameter 81 cm |
| 1653 | Grouw         | Sint-Pieterkerk       | Diameter 56,9 cm |
| 1653 | Holwerd       | Sint-Willibrorduskerk | Diameter 146,3 cm. Op de klok staan wapens van de familie Aylva, medaillons met musicerende engelen en een afbeelding van Abrahams offer |
| 1654 | Peins         | Sint-Gertrudiskerk    | Diameter 93 cm Klok is omgesmolten in de 2e wereldoorlog |
| 1656 | Witmarsum     | Koepelkerk            | Diameter 118 cm. Tekst: Tot Witmarsum hangh ick in de toorn. Men geluit kan men verre hooren. Een ider vier mack ick bekent. Alsvierwerck my den hamer brenckt. Dooden te belvden is my werck. De leewendigh roep ick tot Gods Kerck. Ick roeps om Godt te bidden aen. Doch hert en stem moet verder gaen. |
| 1658 | Augsbuurt     | Kerk van Augsbuurt    | De klok werd in 1917 vervangen door een klok van klokkengieterij Van Bergen. Deze klok werd in 1943 door de Duitse bezetter gevorderd en omgesmolten. |
| 1659 | Morra         | Sint-Johanneskerk     | Diameter 85,5 cm |
| 1660 | Kantens       | Kerk van Kantens      | Diameter 100 cm |
| 1660 | Tolbert       | Kerk van Tolbert      | Diameter 106,2 cm |
| 1661 | Leeuwarden    | Waalse Kerk           | Diameter 60,5 cm |
| 1662 | Bergum        | Kruiskerk             | Diameter 119,5 cm |
| 1662 | Irnsum        | Sint-Marcuskerk       | |
| 1663 | Berlikum      | Koepelkerk            | Diameter 144 cm. Gewicht 1900 kg. Tekst: De wonder groote naeme mijn is de musyck der engelyn en de als my reakt de bengel myn soo geve ick myn geluijt daeryn. De klok werd in 1798 verkocht en hangt in de Konkordienkirche te Mannheim.                                                                 |
| 1664 | Britsum       | Johanneskerk          | Diameter 99 cm |
| 1668 | Oosternijkerk | Sint-Ceciliakerk      | Diameter 108 cm. In 1909 door Van Bergen opnieuw gegoten. |